# Mats Olin (näringslivsperson)
Mats Robert Olin, född 1 augusti 1964 i Vikens församling, Malmöhus län, är en svensk kommunikationskonsult och sedan 2008 grundare och VD för Second Opinion Nyheter AB.
Olin grundade på 1990-talet PR-byrån Vindrosen som 2000 slogs ihop med sagt:gjort och bildade PR-företaget Springtime. Dessförinnan arbetade han som pressekreterare på utbildningsdepartementet och informationschef på Telia InfoMedia.
Mats Olin var tidigare gift med förra finansborgarrådet Kristina Axén Olin.